# Bagnon

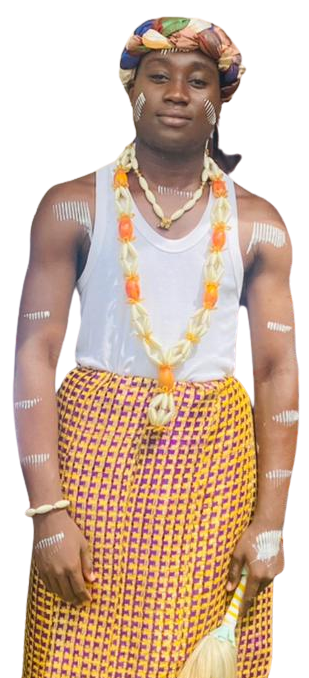
Un bagnon abé en 2022 : Paul Bouaffou.

Le bagnon est une institution en pays bété. Il joue un rôle important dans la gouvernance de la société. Il contribue à la gestion du village au côté du chef des gens, du chef de terre.

## Définition
Le mot bété « bagnon » se compose de deux éléments : ba et gnon. Ba signifie beau ou belle. Gnon se traduit par « homme » (être humain mâle). Bagnon signifie donc « bel homme ».

## L'institution
En pays bété, le bagnon représente un idéal. Il devient le bagnon par le suffrage de la communauté. Il est un surhomme qui incarne les valeurs  et le beau.
Il est un ambassadeur de sa communauté lors des rassemblements intercommunautaires par sa capacité à attirer et séduire. À cause de sa fonction de symbole de beauté, il ne travaille pas dans les champs et a des personnes à son service.

## Les critères de choix
Le bagnon est choisi dans le village ou le regroupement de villages auquel il appartient, sur la base de ses mérites personnels. Son âge au moment du choix varie entre 16 et 17 ans. La fonction est une fonction à vie, en principe. La société ne démet jamais un bagnon. C’est plutôt au bagnon de quitter la fonction quand il sent la montée d’un nouveau favori dans le cœur de la communauté. Il intervient, dans ce cas, dans le processus de sélection jusqu’à passer la fonction[pas clair]. L’aspect physique du bagnon est très important. Le candidat sera de préférence grand avec un corps harmonieux. Le buste et les membres devront être proportionnés. Il faut aussi qu’il ait une poitrine d'athlète, des épaules larges, la taille mince (soulignant notamment le contraste entre le tronc et les hanches), des abdominaux développés, des mollets réguliers et musclés. Il doit être pourvu d’un beau visage sans être efféminé. Il est aussi important qu’il dégage de la prestance.
Les qualités morales sont essentiellement : la bravoure, le sens de l'honneur, la générosité. Il doit s’intéresser à la vie du village, aider les faibles, défendre les personnes âgées, être solidaire de ses congénères. Les dons artistiques sont très importants pour un bagnon. Le bagnon devra se montrer bon danseur. Savoir chanter ou improviser des lamentations pourrait contribuer à sa réputation.

## La consécration
Le choix du bagnon s'effectue en deux phases une phase préparatoire et une phase officielle.
La phase préparatoire dure plusieurs années. Pendant ces années un jeune homme voit sa renommée monter. C’est un jeune homme qui prend soin de son corps, prend part aux manifestations artistiques dans le village et montre un comportement social irréprochable. En somme, il montre qu’il rassemble les qualités précédemment énumérées.
Ensuite vient l’étape de la consécration, la phase officielle. Elle a lieu à l’approche d’une grande manifestation à l’extérieur du village. Au cours de cette période, une publicité intense se développe autour du candidat. Cette publicité est portée par des artistes (chanteurs, danseurs, batteurs de tam-tam, pleureurs) qui mettent en valeur les qualités du bagnon. La communauté est ainsi préparée à accepter le jeune homme.
Quelques jours avant la manifestation, le bagnon et sa suite arrivent sur les lieux de la manifestation. Le bagnon est enfermé dans un lieu tenu secret. Sa suite le prépare physiquement et spirituellement pour le grand jour en contrôlant sa nourriture, la vaisselle qu’il utilise, son linge, son eau pour toilette, sa couchette. Un mystère complet l'entoure. Il se déplace dans un rayon très restreint à des heures précises. Le but de tout l’arsenal est de le protéger physiquement et spirituellement.
Selon l’auteur Laurent Gbagbo, les choses se passent différemment dans certains villages de Gagnoa. Le beau jeune homme est saisi par ses congénères et enfermé » dans le baboudoumé (la maison dédiée à cacher le bagnon). On chante en l’honneur du bagnon. Le jour suivant, il épouse une femme.
Cependant, selon d’autres sources, le choix du bagnon donne lieu à une vraie compétition. Plusieurs jeunes gens se présentent au concours. Puis c’est à un jury formé par les anciens d’opérer le choix. Un jury impartial constitué des anciens, désignait le lauréat parmi tous les jeunes qui s’étaient présentés au concours. Le bagnon devait ensuite parader dans tout le village ou le groupe de villages qui a vu son élection. Étant apprécié des femmes, il pouvait par la suite en épouser une ou plusieurs. C’est donc un phénomène qui présente certaines variations d’un village ou d'un groupe de villages à l’autre.